# III millennio a.C.
Il III millennio a.C. inizia il 1º gennaio dell'anno 3000 a.C. e termina il 31 dicembre dell'anno 2001 a.C. incluso.
Nella prima metà del III millennio si assiste a un progressivo passaggio all'età del bronzo (Asia centro-occidentale, Europa, Egitto, Cina). All'inizio del millennio risalgono le collezioni più antiche di tavolette di Uruk, documenti amministrativi e raccolte sistematiche di caratteri (pittografici e ideografici): rappresentano i primordi della scrittura.

## Avvenimenti

### Asia
- Creazione delle rotte marittime tra l'Indo e il Golfo Persico, grazie alla scoperta dello sfruttamento del regime dei monsoni.
- 3000 a.C. In Cina si sviluppa la cultura di Longshan, che edifica le prime città fortificate con mura e produce vasellame di alta qualità in ceramica lucida, con l'uso del tornio
- 2070 a.C. Avvento della dinastia Xia in Cina

### Africa
- In Egitto formazione dell'Antico Regno, intorno al XXX secolo a.C., con capitale Menfi. Costruzione delle piramidi.

### Europa
- In Germania e lungo i laghi alpini svizzeri e nell'Italia settentrionale la popolazione viveva in villaggi su palafitte.
- Nel periodo del III millennio nella valle del Po tra Piacenza e Modena, Reggio Emilia e Parma, si sviluppò la cultura delle terramare.
- Inizio della civiltà Nuragica in Sardegna. Costruzione Nuraghi semplici.

## Personaggi
- Etana di Kish, tredicesimo mitico lugal della prima dinastia di Kish
- Sargon di Akkad, fondatore dell'Impero di Akkad

## Invenzioni, scoperte, innovazioni
- Scoperta della metallurgia
- 2900 a.C.: tavolette degli archivi di Uruk attestano la scoperta del valore fonetico dei segni scritti.[2]
- 2500 a.C. ca.: figurine delle Isole Cicladi; menhir in Sardegna e in Francia meridionale.[3]
- 2500-500 a.C.: arte della Val Camonica.[3]